# إدوارد كوشرين
إدوارد كوشرين هو سياسي كندي، ولد في 1834، وتوفي في 8 مارس 1907 في أوتاوا في كندا. نشط حزبياً في حزب كندا المحافظ. وقد انتخب عضو مجلس العموم الكندي.